# Butterfly (Superbus)
Butterfly is een nummer van de Franse band Superbus uit 2006. Het is de tweede single van hun derde studioalbum Wow.
Het nummer, waarvan de tekst zowel Franstalig als Engelstalig is, werd een hit in Frankrijk. Het haalde daar de 11e positie.